# 上海県
上海県（じょうかい-けん）は中華人民共和国上海市にかつて存在した県。

## 歴史
1292年（至元29年）に元により設置され、県治は上海鎮に置かれた。中華民国が成立すると金融街として発展を遂げ、1927年（民国16年）に上海特別市が分割されている。1960年に閔行区が分割設置、1992年には上海県は廃止となり閔行区に統合された。